# Antoni Ostrouch
Antoni Ostrouch (ur. 31 sierpnia 1958 we Włocławku) – polski aktor teatralny i filmowy.

## Życiorys
W 1981 roku ukończył studia na PWST w Warszawie. Od 1984 do 2006 występował w Teatrze Dramatycznym w Warszawie. Od 2006 pojawia się na deskach Teatru Polskiego w Warszawie.

## Filmografia
- 1980: Dom − milicjant znęcający się nad dziewczyną (odc. 1)
- 1985: …jestem przeciw − chłopak
- 1989: Lawa − lokaj w scenie „Balu u Senatora”
- 1991: Cynga
- 1992: Enak − zamachowiec
- 1993: Czterdziestolatek. 20 lat później − sąsiad pilnujący parkingu (odc. 5)
- 1995: Gracze − Jose Ramirez Navaz „Azar”, zawodowy morderca
- 1996: Tajemnica Sagali − Bortiegern, czarny książę (odc. 10 i 11)
- 1996: Odwiedź mnie we śnie − strażnik
- 1997: Łóżko Wierszynina − Andrzej
- 1998−2008: Klan − 2 role: doktor Stańczak; angielski biznesmen
- 1998: Gwiezdny pirat − zwiadowca Hooger
- 1999: Skok − strażnik w areszcie
- 1999: Ostatnia misja − Lenin, człowiek szefa mafii w Paryżu
- 2000: Słoneczna włócznia − Lautaro, pilot śmigłowca (odc. 12 i 13)
- 2001: Więzy krwi − drwal Czarny
- 2002: Sfora − Piotr Grauber „Gruby”, człowiek Starewicza (odc. 1, 4 i 5)
- 2002−2010: Samo życie − ortopeda
- 2002: Kasia i Tomek − Giovanni, szef restauracji (odc. 20, głos)
- 2002: Sfora: Bez litości − Piotr Grauber „Gruby”, człowiek Starewicza
- 2003−2006: Złotopolscy − Maciej Kosa
- 2003: Zaginiona − Albert Skoczylas „Konsul”, przywódca sekty Raj
- 2003: Tak czy nie? − Bogucki, urzędnik Ministerstwa Obrony Narodowej (odc. 12)
- 2003: Na dobre i na złe − Chruścicki (odc. 164)
- 2004: Oficer − kierownik kasyna (odc. 2)
- 2004−2008: Kryminalni − Paweł Małek, przedstawiciel firmy jubilerskiej (odc. 13); Mirosław Tabor (odc. 95)
- 2005−2006: Warto kochać − Wiktor Milewski, ojciec Tomasza
- 2005: Magda M. − ojciec Patryka (odc. 15)
- 2006: Oficerowie − kierownik kasyna (odc. 14)
- 2007: Pogoda na piątek − ojciec młodocianej prostytutki (odc. 19)
- 2007: Daleko od noszy − myśliwy (odc. 119)
- 2008: Rodzina zastępcza − mistrz hipnozy (odc. 288)
- 2008: Agentki − barman (odc. 6)
- 2009: Siostry − strażak i mechanik Zdzisław (odc. 5, 8 i 9)
- 2009−2010: Barwy szczęścia − Jacek, klient Dominiki
- 2011: Historia Roja − „Burza"

## Teatr Telewizji
Wystąpił w kilkunastu spektaklach Teatru Telewizji. Zagrał m.in. rolę Gregory’ego w spektaklu „Człowiek, który był czwartkiem” (1997).